# Pauline Cushman
Pour les articles homonymes, voir Cushman.
Pauline Cushman, née Harriet Wood le 10 juin 1833 à La Nouvelle-Orléans et morte le 2 décembre 1893 à San Francisco, est une actrice américaine qui servit en tant qu'espionne pour le compte de l'Union durant la guerre de Sécession.

## Biographie
Harriet Wood est née le 10 juin 1833 à La Nouvelle-Orléans mais grandit à Grand Rapids dans le Michigan. À l'âge de 17 ans, elle part pour New York dans l'espoir de devenir actrice puis rejoint La Nouvelle-Orléans l'année suivante. Elle est engagée par plusieurs théâtres et prend alors le nom de scène de Pauline Cushman.
En 1853, elle épouse Charles Dickinson, un musicien, avec qui elle aura deux enfants. Après la mort de son mari en 1862, elle se rend à Louisville dans le Kentucky alors que la guerre de Sécession a débuté, laissant ses enfants à sa famille. En avril 1863, elle est approchée par deux officiers confédérés qui lui proposent de porter un toast en l'honneur de la Confédération au cours d'une de ses représentations. Après en avoir informé le colonel de l'Union Orlando Hurley Moore qui lui conseille d'accepter la proposition, elle proclame sur scène sa loyauté au président confédéré Jefferson Davis et à la Confédération. Renvoyée par le théâtre, Moore lui propose de travailler comme espionne pour le compte de l'Union.
Affectée plus tard à la collecte d'informations à Nashville dans le Tennessee, elle renseigne l'Union sur les menaces confédérées, la taille de leurs forces, leurs fournitures et leurs fortifications. Bien que ses contacts dans l'armée de l'Union lui aient fortement déconseillé de voler des documents, elle s'empare d'une carte de fortifications pour l'armée du Tennessee qu'elle dissimule dans sa botte afin de la rapporter du côté de l'Union. Arrêtée, la carte est découverte et Pauline Cushman est condamnée à être pendue pour espionnage. Elle est cependant sauvée par l'arrivée des forces de l'Union et l'évacuation précipitée de Shelbyville par les Confédérés avant que sa peine ne soit exécutée.
Elle reçoit la reconnaissance du général James A. Garfield et du président Abraham Lincoln et acquiert une certaine notoriété. Elle épouse Jeremiah Fryer en 1879 mais le couple se sépare en 1890 après la mort de leur fille. Elle se rend alors en Californie où elle reprend sa carrière d'actrice. Elle meurt le 2 décembre 1893 à San Francisco et est inhumée avec les honneurs militaires au cimetière national de San Francisco.